# Daniel Labille
Daniel Labille (ur. 15 października 1932 w Nouvion-sur-Meuse, zm. 31 grudnia 2022 w Charleville-Mézières) – francuski duchowny rzymskokatolicki, w latach 1998-2007 biskup Créteil.

## Życiorys
Święcenia kapłańskie przyjął 15 kwietnia 1956. 26 czerwca 1978 został mianowany biskupem pomocniczym Soissons ze stolicą tytularną Fata. Sakrę biskupią otrzymał 17 września 1978. 16 lutego 1984 objął urząd ordynariusza. 25 marca 1998 został mianowany biskupem Créteil. 4 września 2007 przeszedł na emeryturę. Od 19 kwietnia 2015 do 20 grudnia 2015 był administratorem apostolskim Soissons.